# سد كاجيجاواتشيسوي
سد كاجيجاواتشيسوي هو سد يقع في شيباتا، محافظة نيغاتا، اليابان، تم الانتهاء منه في عام 1974. وتقع على بعد حوالي 5 كيلومترات من أعلى سد أوتشينوكورا. 